# Yashio, Saitama
Yashio (八潮市 Yashio-shi) là một thành phố thuộc tỉnh Saitama, Nhật Bản.